# Chapel Hill (Tennessee)
Chapel Hill – miasto w Stanach Zjednoczonych, w stanie Tennessee, w hrabstwie Marshall.